# Michel Hollard
Louis Michel Hollard (10. července 1898 Épinay-sur-Seine – 16. července 1993 Ganges) byl francouzský inženýr a voják, účastník protinacistického odboje.
Pocházel z hugenotské rodiny ze švýcarského Vaudu. Jeho otec Auguste Hollard byl profesor chemie, bratrancem jeho matky byl nositel Nobelovy ceny Jacques Monod. Za první světové války se přihlásil jako dobrovolník a bojoval v bitvě o Chemin des Dames. Po válce působil v armádě jako instruktor, pak vystudoval technickou školu, oženil se a měl tři děti.
Po vypuknutí druhé světové války se stal výzkumníkem v Centre d'études de mécanique, ballisticique et armement. Po kapitulaci Francie odešel ze zbrojního průmyslu, aby nepomáhal Němcům. Našel si místo ve společnosti Société de Gazogènes Autobloc, kde využíval služebních cest k vybudování zpravodajské sítě. Vytvořil skupinu Réseau AGIR a přes britského atašé ve Švýcarsku předával informace Secret Intelligence Service. Mimo jiné upozornil Brity na budování odpalovacích ramp pro V-1 nedaleko Auffay. Brian Horrocks ho proto nazval „muž, který zachránil Londýn“. Také Dwight D. Eisenhower ve svých pamětech vyzdvihl význam Hollardových zpráv pro úspěch Operace Overlord.
V únoru 1944 byl Hollard zatčen a do konce války vězněn ve Fresnes a Neuengamme. Po válce byl za odbojovou činnost povýšen na plukovníka a získal vyznamenání Médaille de la Résistance française. Vrátil se k civilnímu životu a až do odchodu do penze pracoval pro Westinghouse Automobile. Zemřel na následky úrazu ve věku 95 let. Hollardovo jméno nese vlak společnosti Eurostar a ulice ve městě Montlebon.